# Syneches ancistroides
Syneches ancistroides är en tvåvingeart som beskrevs av Li, Zhang och Yang 2007. Syneches ancistroides ingår i släktet Syneches och familjen puckeldansflugor. Inga underarter finns listade i Catalogue of Life.